# Вокина (Флорида)
Вокина (енгл. Waukeenah) насељено је место без административног статуса у америчкој савезној држави Флорида.

## Демографија
По попису из 2010. године број становника је 272.
| Група             | 2000.    | 2010.       |
| Белци             | 0 (0,0%) | 194 (71,3%) |
| Афроамериканци    | 0 (0,0%) | 72 (26,5%)  |
| Азијати           | 0 (0,0%) | 0 (0,0%)    |
| Хиспаноамериканци | 0 (0,0%) | 3 (1,1%)    |
| Укупно            | 0        | 272         |